# Rodolphe Kasser

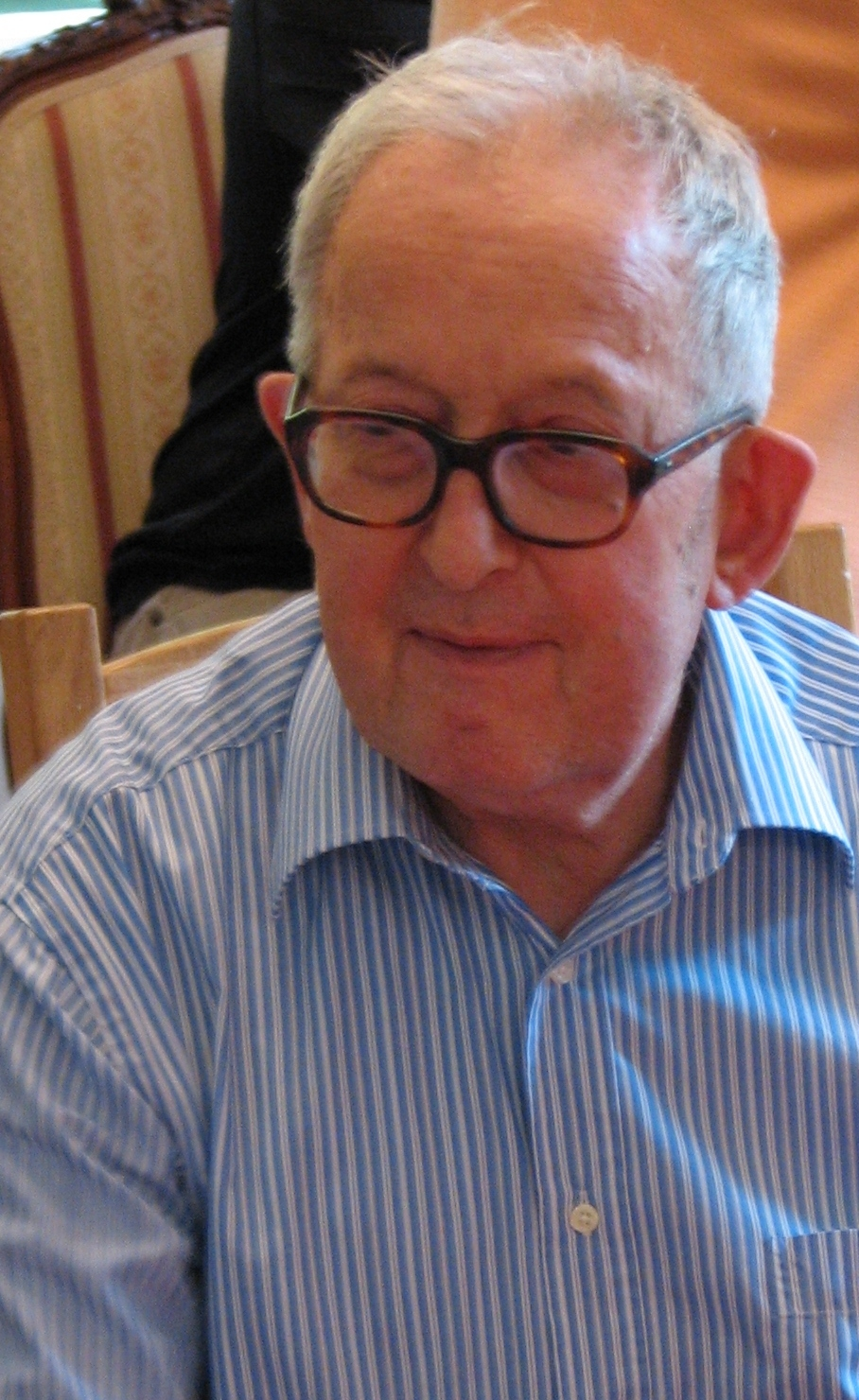
Rodolphe Kasser, 2007

Rodolphe Kasser (* 14. Januar 1927 in Yverdon-les-Bains; † 8. Oktober 2013) war ein Schweizer Koptologe, der vor allem auf dem Gebiet der Philologie, aber auch der Archäologie tätig war.
Kasser war von 1963 bis 1997 Inhaber des einzigen Schweizer Lehrstuhls für Koptologie an der Universität Genf. Seit 1965 leitete er die Arbeiten der Mission Suisse d'Archéologie Copte in Kellia.
Unter seiner Leitung wurden drei Jahre lang die koptischen Texte des Judasevangeliums entziffert, die nahe der Stadt Al-Minya in Mittelägypten entdeckt wurden. Das Manuskript wurde im Jahr 2006 vom National Geographic in Washington, D.C. veröffentlicht.
Er war Mitglied des Deutschen Archäologischen Instituts.

## Schriften (Auswahl)
- L’Évangile selon Thomas. Présentation et commentaire théologique. Neuenburg 1961, OCLC 715814726.
- L’Évangile selon Saint Jean et les versions coptes de la Bible. Neuenburg 1966, OCLC 1029104510.
- Dictionnaire auxiliaire étymologique et complet de la langue copte. Genf 1967, OCLC 63263016.
- als Herausgeber mit Marvin Meyer und Gregor Wurst: Das Evangelium des Judas. Aus dem Codex Tchacos. Wiesbaden 2006, ISBN 3-939128-60-0.